# Tsewang Samanla
Tsewang Samanla (Distrito de Leh, Jammu y Cachemira 14 de septiembre de 1957 - Monte Everest 10 de mayo de 1996) fue miembro del primer equipo hindú para alcanzar la cima del Monte Everest desde el Collado Norte. Tsewang Samanla fue uno entre los tres hindúes que murieron en la montaña durante el desastre de 1996. Su cuerpo aún permanece en la montaña.

## Biografía
Nació en la villa Tia dentro de la región Khalsi del Distrito de Leh, Jammu y Cachemira el 14 de septiembre de 1957,  en 1978 a los 21 años se une como alguacil a la Policía Fronteriza Indo-Tibetana.
Siendo Asistente Comandante se integra al primer equipo hindú que alcanza la cima del Monte Everest desde el Collado Norte, al descender de la cumbre, quedó atrapado en una tormenta de nieve, muriendo a causa de hipotermia.